# 지정중학교 (경남)
지정중학교(芝正中學校)는 대한민국 경상남도 의령군 지정면 마산리에 있는 사립 중학교이다.

## 학교 연혁
- 1965년 3월 1일 : 마산고등공민학교 발족
- 1965년 7월 11일 : 지정 재건학교 명칭 변경
- 1967년 7월 24일 : 학교법인 지정학원 설립인가(설립자 이우근)
- 1967년 11월 29일 : 지정중학교 설립인가(초대 이우근 교장 취임)
- 1971년 2월 12일 : 학칙변경 9학급 증설인가
- 1985년 2월 ~ 1992년 11월 : 10개 교실 현대식 콘크리트 건물 개축
- 2010년 11월 26일 : 영어전용교실 개관
- 2018년 1월 1일 : 제7대 이재현 이사장 취임
- 2020년 10월 23일 : 체육관 '춘강마루' 개관
- 2020년 11월 16일 : 학교공간혁신 '금산도서관' 재개관
- 2022년 12월 30일 : 제53회 졸업식 (연인원 3,577명)
- 2023년 3월 1일 : 이종달 교장 취임
- 2023년 3월 2일 : 신입생 입학(4명)

## 참고 자료
- 지정중학교 - 한국교육학술정보원 학교알리미